# Garp und wie er die Welt sah (Roman)
Garp und wie er die Welt sah (übersetzt von Jürgen Abel) ist der vierte Roman des US-amerikanischen Schriftstellers John Irving und erschien 1978 unter dem Originaltitel The World According to Garp.

## Inhalt
Während des Zweiten Weltkriegs will die Krankenschwester Jenny Fields zwar ein Kind, aber keinen Mann dazu. Deshalb „besorgt“ sie sich den Samen im Krankenhaus von einem Soldaten mit einer schweren Hirnverletzung, der auch kurz danach stirbt. Ihren Sohn nennt sie nach seinem Vater T. S. Garp, wobei die Initialen nicht für einen Vornamen stehen: Dieser war Jenny nämlich nicht bekannt, nur dessen Dienstgrad Technical Sergeant.
Garp wächst auf in der Steering School, einem Internat, in dem seine Mutter Arbeit als Krankenschwester findet; später besucht er dort auch die Schule. Er spielt häufig mit den Kindern der Erbin des Schulgründers, ihr Hund beißt ihm einen Teil seines Ohres ab, und mit der Tochter, Cushie Percy, hat er seine erste sexuelle Erfahrung. Besondere Zuneigung hat er aber zu Helen Holms, der Tochter seines Lehrers für Ringen. Helen ist eine begeisterte Leserin und verkündet, sie wolle nur einen „richtigen“ Schriftsteller heiraten. Deshalb entschließt sich Garp, ein „richtiger“ Schriftsteller zu werden.
Anregungen hofft er in Europa zu finden, nach dem Schulabschluss zieht er mit seiner Mutter nach Wien. Jenny schreibt in dieser Zeit an ihrer Autobiographie, die nach der Reise auch veröffentlicht wird und sie zu einer Galionsfigur der Frauenbewegung macht. Garp braucht lange, bis er eine erste gute Kurzgeschichte schreibt, Die Pension Grillparzer, mit der er Helen überzeugt, ihn zu heiraten.
Nach der Hochzeit unterrichtet Helen Literaturgeschichte an einer Universität, Garp schreibt seinen ersten Roman, Zaudern, und kümmert sich um sein erstes Kind, Duncan. Nach der Geburt des zweiten Kindes, Walt, lernen die Garps das Ehepaar Fletcher kennen: Um Harrison Fletcher vom Fremdgehen abzubringen, probieren es die vier mit Partnertausch. In dieser Zeit entsteht Garps zweiter Roman, Der Hahnrei fängt sich.
Nach dem Ende der Vierecksbeziehung hat Helen eine Affäre mit einem Studenten, dem arroganten Michael Milton, doch dessen Exfreundin informiert Garp darüber. Er will, dass Helen sofort mit Milton Schluss macht, und fährt mit den Kindern solange ins Kino. Wegen Walts Erkältung kehren sie früher als geplant nach Hause zurück. In der Einfahrt gibt es einen Auffahrunfall mit dem Wagen, in dem Michael Milton und Helen Oralsex haben. Die Insassen beider Wagen werden verletzt und teilweise verstümmelt. Michael Milton verliert seinen Penis und Walt stirbt beim Aufprall.
Während ihrer Genesung leben sie bei Garps Mutter Jenny, die neben ihrer Familie in ihrem Haus Hilfe suchende Frauen aufnimmt und unterstützt. Garp und Helen versöhnen sich wieder und bekommen ein drittes Kind, diesmal eine Tochter, die sie nach Garps Mutter Jenny nennen. In dieser Zeit schreibt Garp seinen dritten Roman, Bensenhaver und wie er die Welt sah. Er bittet seinen Verleger John Wolf, das Buch so gut es geht zu vermarkten, und Wolf wirbt damit, dass Garp der Sohn der „bekannten Feministin“ Jenny Fields sei und vor kurzem erst seinen Sohn verloren habe. Um Garp den Medienrummel zu ersparen, rät er ihm, eine Weile ins Ausland zu gehen. Garp verbringt mit seiner Familie einige Zeit in Wien.
Währenddessen unterstützt Garps Mutter den Wahlkampf einer Frau, die für das Gouverneursamt in Maine kandidiert. Auf einer Wahlkampfveranstaltung wird Jenny von einem Mann erschossen, der ihr Buch für seine Scheidung verantwortlich machte. Auf diese Nachricht hin kehren die Garps nach Hause zurück. Die Trauerfeier für Jenny, die „erste feministische Beerdigung“, die ihre Anhängerinnen für sie ausrichten wollen, soll allerdings nur für Frauen sein. Garp besucht sie trotzdem, als Frau verkleidet, wird aber erkannt und muss fliehen. Er lernt unterwegs eine junge Frau kennen, Ellen James: Als sie elf Jahre alt war, hatte ein Mann sie vergewaltigt und ihr die Zunge herausgeschnitten. Um gegen dieses Unrecht zu protestieren, haben sich seitdem zahlreiche Frauen, die „Ellen-Jamesianerinnen“, ebenfalls die Zunge herausnehmen lassen. Ellen James lehnt jedoch die Ellen-Jamesianerinnen ab – sie wollte nach der Tat nicht auch noch in die Öffentlichkeit gezerrt werden und möchte auch nicht mit ihnen verwechselt werden. Sie hatte allerdings Jenny Fields und auch Garp kennenlernen wollen, Bensenhaver und wie er die Welt sah hatte ihr sehr gefallen. Sie wird in der Folge zu einer guten Freundin der Familie.
Auch Helens Vater war gestorben, und Garp übernimmt nun seine Stelle als Trainer der Ringermannschaft an der Steering School. Als Erbe seiner Mutter ist er nun auch für eine Stiftung zuständig, die Hilfe suchenden Frauen Stipendien ermöglichen soll. Ellen James veröffentlicht einen Artikel Warum ich keine Ellen-Jamesianerin bin, und auch Garp veröffentlicht einen Text gegen die Ellen-Jamesianerinnen. Einem Mordanschlag einer erzürnten Ellen-Jamesianerin entkommt Garp bald darauf nur um Haaresbreite. 
Wenige Monate später wird Garp von „Pu“ Percy, einer Spielkameradin aus Garps Kinderzeit, erschossen. Pu Percy hatte sich den Ellen-Jamesianerinnen angeschlossen; sie hielt Garp fälschlicherweise für verantwortlich am Tod ihrer Schwester Cushie Percy.
Ein ausführlicher Epilog schildert die weiteren Schicksale der meisten beteiligten Personen.

## Themen
Ein wichtiges Thema des Romans ist die Frauenbewegung. John Irving erschafft einerseits starke Frauen als Protagonistinnen; die Ellen-Jamesianerinnen andererseits, die Irvings Hauptfigur vehement ablehnt, inszenieren Frauen als Opfer (sie schneiden sich die Zunge ab, um durch diese groteske Selbstverstümmelung anklagend auf sich aufmerksam zu machen). Thematisiert wird außerdem sexuelle Gewalt und Transsexualität (eine gute Freundin der Familie, Roberta Muldoon, war vor ihrer Operation als Mann ein gefeierter Football-Spieler).
Nicht ganz so offensichtlich ist im Roman das Problem der Sicherheit: Garp und auch andere Figuren des Buches möchten ihre Kinder vor allen Gefahren der Welt beschützen; ironischerweise ist es gerade Garps Vorsicht, die erst zu dem für seinen Sohn tödlichen Unfall führt.
Die Bücher und Kurzgeschichten Garps nehmen einen weiten Raum ein:
- Die Kurzgeschichte Die Pension Grillparzer wird vollständig abgedruckt. Der Plot – eine Familie trifft in einer österreichischen Pension auf merkwürdige Gäste – weist voraus auf Irvings Roman Das Hotel New Hampshire.
- Vom Roman Zaudern erfahren wir den Plot; ähnlich wie in Laßt die Bären los! werden auch hier Wiener Zootiere befreit.
- Der Plot des Romans Der Hahnrei fängt sich hat eine große Ähnlichkeit mit Irvings Roman Eine Mittelgewichts-Ehe.
- Eine weitere Kurzgeschichte (Wachen) wird in Gänze abgedruckt.
- Vom dritten Roman Bensenhaver und wie er die Welt sah wird das ganze erste Kapitel abgedruckt. In diesem Roman geht es um einen Vater, der, nachdem seine Frau vergewaltigt wurde, viel zu übereifrig seine Familie zu beschützen versucht; sein jüngstes Kind stirbt durch seine eigene Schuld. Der Titel dürfte eine Anspielung auf Garp und wie er die Welt sah sein.

Durch diese ausführliche Gegenüberstellung von Garps Leben und Werk wird es dem Leser möglich, beides zu vergleichen. Auch wenn teilweise Parallelen erkennbar sind, ist Garps literarische Verarbeitung tatsächlicher Ereignisse typischerweise übersteigert beziehungsweise mit grotesken Elementen angereichert. Ein gutes Beispiel für die Schwierigkeit, hinter einer fiktiven Geschichte die reale Wirklichkeit zu erkennen, ist die Geschichte eines angeketteten Wachhundes in Wien: Von dieser erzählt Garp drei verschiedene Versionen zunächst Walt und dann Helen, wobei unklar ist, ob sich überhaupt eine der Versionen tatsächlich ereignet hat.

## Verfilmung
Das Buch wurde 1982 von George Roy Hill unter dem Titel Garp und wie er die Welt sah verfilmt.